# 스트라이크 존

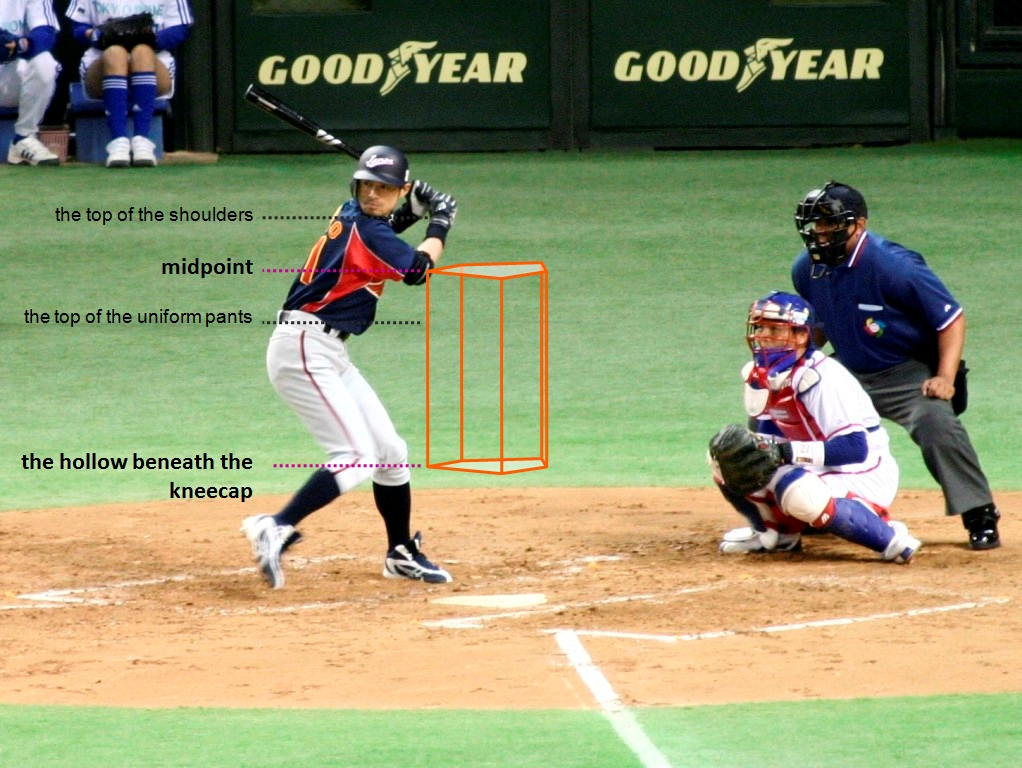
타자, 포수 및 심판이 있는 경기 이미지 위에 겹쳐진 스트라이크 존의 라벨링된 그림. 투수 (그림에는 없음)는 포수에게 야구공을 투구하고, 타자는 이 야구공을 치려고 시도하며, 심판은 투구가 볼인지 스트라이크인지 결정한다.

야구에서 스트라이크 존(영어: strike zone→스트라이크 영역)은 타자가 스윙하지 않더라도 스트라이크로 판정받기 위해 투구가 통과해야 하는 공간이다. 스트라이크 존은 홈 플레이트 위와 타자의 무릎과 몸통 중간 지점 사이의 공간으로 정의된다. 투구가 존을 통과했는지 여부는 일반적으로 포수 뒤에 위치한 심판이 결정한다.
스트라이크는 투수와 수비팀에게 유리한데, 세 번의 스트라이크는 해당 타자의 삼진으로 이어진다. 스트라이크 존을 벗어난 투구는 타자가 스윙하지 않으면 볼로 판정된다. 볼은 타자와 타격팀에게 유리한데, 네 번의 볼은 타자가 1루로 "볼넷"을 얻어 볼넷으로 진루할 수 있게 한다.

## 정의
스트라이크 존은 공간, 즉 수직 오각 기둥이다. 그 측면은 홈 플레이트의 가장자리에서 위로 뻗어 있는 수직면이다. 메이저 리그 베이스볼의 공식 규칙은 스트라이크 존의 상단을 타자의 어깨 상단과 유니폼 바지 상단 사이의 중간 지점으로 정의하고, 스트라이크 존의 하단은 무릎뼈 아래의 움푹 들어간 곳으로 정의하며, 둘 다 투구된 공을 치기 위해 준비하는 타자의 자세에서 결정된다. 그러나 사실 상으로 시행되는 스트라이크 존은 심판의 시각에 따라 달라질 수 있다. 공식 규칙은 투구가 스트라이크로 판정되는 경우를 "공의 어느 부분이 스트라이크 존의 어느 부분을 통과하는 경우"로 정의하며, 공은 튀지 않아야 한다. 따라서 존의 바깥 경계를 스치는 투구는 중앙으로 바로 던져진 투구만큼 스트라이크이다. 스트라이크 존의 앞쪽을 벗어나지만 뒤쪽으로 휘어져 이 공간으로 더 깊이 들어가는 투구(맞지 않은 경우)는 때때로 "백도어 스트라이크"라고 불린다. 야구 및 소프트볼에 대한 다양한 다른 규칙집은 스트라이크 존을 약간 다르게 정의한다.
타자가 투구를 치기 위해 스윙하거나 배트를 휘두르려고 시도하는 경우에도 투구는 스트라이크이다. 파울 지역으로 타격된 투구, 즉 파울 볼도 타자가 이미 투 스트라이크 상태가 아니라면 스트라이크이다. 스트라이크로 판정되지 않거나, 스윙하여 헛스윙하거나, 파울된 투구는 "볼"(원래 "노 볼")이다.
한 번의 타석에서 세 번의 스트라이크를 쌓은 타자는 삼진 아웃 처리된다(스트라이크아웃 낫아웃 예외). 한 번의 타석에서 네 번의 볼을 쌓은 타자는 볼넷을 얻어 1루로 진루한다. 19세기 규칙의 아주 초기 버전에서는 타자가 볼넷을 얻기 위해 최대 아홉 개의 볼이 필요했다. 그러나 이를 보완하기 위해 타자는 공을 높게, 낮게 또는 중간으로 투구해 달라고 요청할 수 있었다.

## 역사
원래 "스트라이크"라는 단어는 말 그대로 타자가 공을 치려는 시도에서 공을 치는 것을 의미했다. 예를 들어, 니커보커 규칙 (1845)의 11번째 규칙은 "세 개의 공을 치려다 놓치고 마지막 하나가 잡히면 아웃이다"라고 되어 있었다. 타자가 스윙하지 않으면 불이익이 없었고, 즉 콜드 스트라이크는 존재하지 않아 타자들이 "그들의" 투구를 하루 종일 기다릴 준비가 되어 있었다. 1858년 NABBP 회의가 되어서야 심판이 그러한 행동에 대해 페널티 스트라이크를 부과할 권한을 부여하는 규칙이 채택되었다. "타자가 게임을 지연시키거나 선수에게 이점을 주기 위해 좋은 공이 반복적으로 투구되는데도 치지 않고 타석에 서 있다면, 심판은 경고 후 스트라이크 하나를 선언하고, 그가 계속 그러한 행동을 고집하면 두 번, 세 번 스트라이크를 선언한다. 세 번의 스트라이크가 선언되면 그는 세 개의 공을 쳤을 때와 동일한 규칙을 따른다." 콜드 볼은 1863년 규칙에 처음 등장했으며, 마찬가지로 투수가 "불공정한" 공을 계속해서 던지는 것에 대해 부과되는 재량적인 페널티였다.
투구가 "불공정한" 것이었는지, 아니면 타자가 불합리하게 까다로운지 여부는 전적으로 심판의 판단에 맡겨졌다. 1870년대까지 심판들은 그러한 판정을 내리기를 꺼려했는데, 이는 비신사적인 플레이에 대한 페널티로 간주되었기 때문이다. 1880년대에 이르러 이러한 판정은 일상적이 되었고, 모든 투구가 스윙, 볼 또는 콜드 스트라이크 중 하나로 이어진다는 현대적인 관점이 자리 잡았다. 정의된 스트라이크 존의 생성을 이끈 첫 번째 규칙은 1886년 시즌 이전에 아메리칸 어소시에이션에 의해 제정되었다. 1886년 3월 17일 스포팅 라이프에 설명된 바와 같이, "공은 타자가 요구하는 높이로 던져져야 한다. 그러한 높이에서 플레이트의 어느 부분을 통과하면 스트라이크이다. 이 아이디어는 투수들에게 트위스터(twirler)들이 높이가 맞더라도 스트라이크가 선언되기 전에 플레이트를 거의 반으로 잘라야 했던 일부 까다로운 심판들에 맞서 기회를 주기 위함이다." 다음 해, 내셔널 리그는 완전한 스트라이크 존을 만들었고, 타자가 투구의 높이를 요구할 권리를 없애고, 대신 심판이 "타자의 무릎보다 낮지 않고 어깨보다 높지 않게 홈 플레이트를 통과하는" 모든 투구를 스트라이크로 선언하도록 요구했다.
메이저 리그 베이스볼은 투수와 타자 사이의 힘의 균형을 조절하기 위해 스트라이크 존을 때때로 재정의했다. 로저 메리스의 1961년 기록적인 홈런 해 이후, 메이저 리그는 스트라이크 존의 상단을 타자의 겨드랑이에서 어깨 상단으로 높여 스트라이크 존의 크기를 늘렸다. 1968년에는 데니 맥클레인과 밥 깁슨 같은 투수들이 타자들을 압도하여 339개의 완봉을 기록했다. 칼 야스트렘스키는 아메리칸 리그 타자 중 유일하게 타율 0.300을 넘는 타율로 시즌을 마쳤다. 내셔널 리그에서는 깁슨이 1.12의 평균자책점을 기록하여 54년 만에 최저를 기록했으며, 로스앤젤레스 다저스 투수 돈 드라이즈데일은 1968년 시즌 동안 기록적인 58+2⁄3이닝 연속 무실점을 기록했다. 공격 지표 하락의 결과로, 메이저 리그 베이스볼은 투수 마운트의 높이를 15 인치 (380 mm)에서 10 인치 (250 mm)로 낮추고, 1969 시즌부터 스트라이크 존의 크기를 타자의 겨드랑이에서 무릎 상단까지만으로 줄여 투수들의 이점을 줄였다. 1985년에는 스트라이크 존의 상단이 심판이 수직 각도에서 볼 때 타자의 몸통 중간 지점으로 낮아졌다.

## 집행

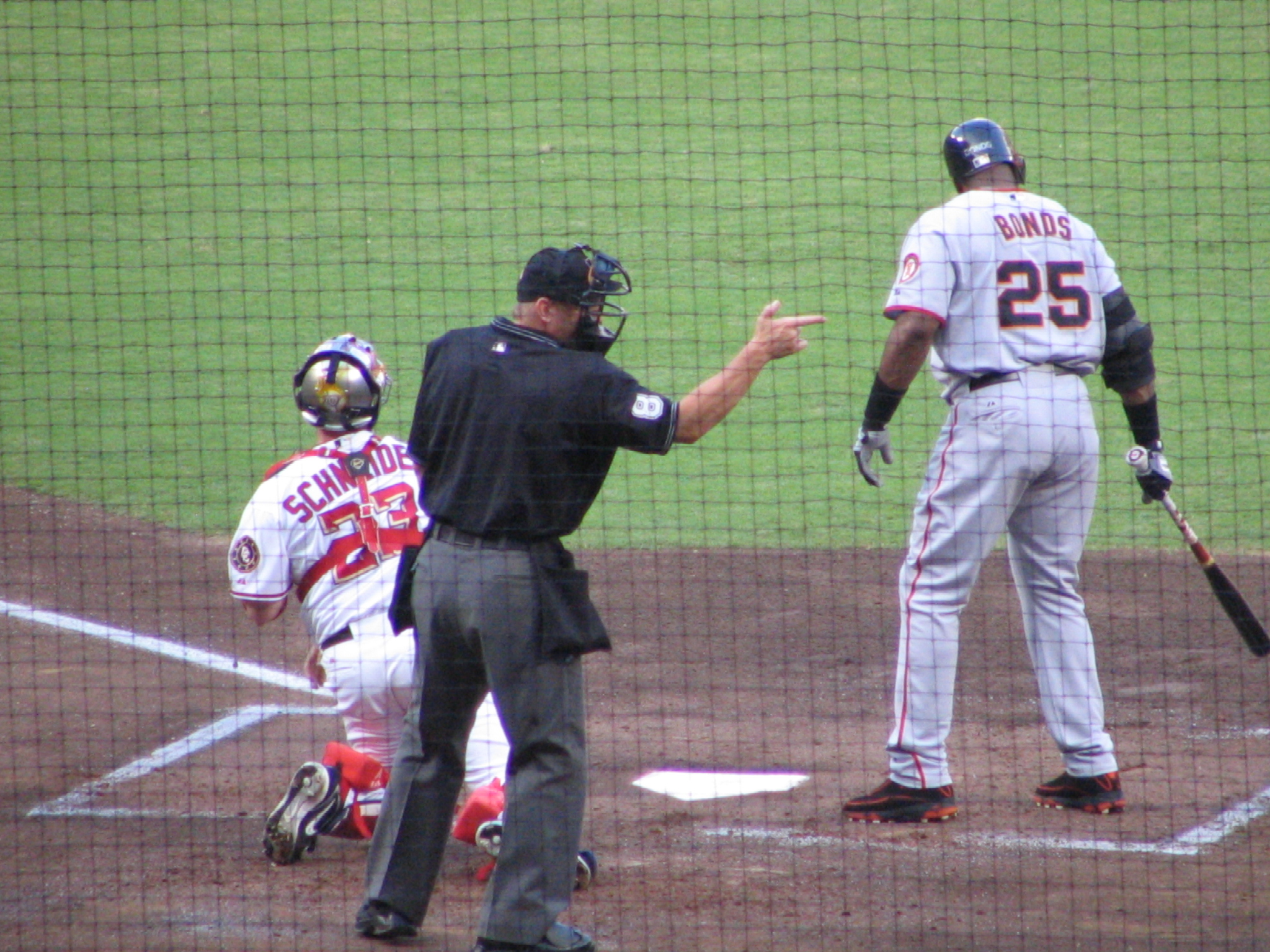
배리 본즈 (등번호 25번)에게 스트라이크를 선언하는 심판

야구 규칙은 스트라이크 존에 대한 정확한 정의를 제공하지만, 실제로는 투구가 존을 통과했는지 여부를 결정하는 것은 심판의 판단에 달려 있다.
공식 야구 규칙(규칙 8.02(a) 및 주석 포함)은 볼과 스트라이크를 포함한 필드에서의 판단 판정에 대한 이의 제기는 허용되지 않으며, 판단 판정에 이의를 제기하기 위해 더그아웃이나 필드 위치를 떠나는 감독, 코치 또는 선수는 먼저 경고를 받은 다음 퇴장당한다고 명시한다.
네브래스카 대학의 관련 연구 저자를 포함한 많은 심판, 선수 및 분석가들은 QuesTec 피치 추적 시스템 덕분에 2002-2006년의 시행된 스트라이크 존이 1996-2000년의 존보다 더 컸으며 따라서 규칙집 정의에 더 가깝다고 믿는다. 일부 평론가들은 존이 너무 많이 변해서 톰 글래빈과 같은 일부 투수들이 스트라이크 투구 방식에 근본적인 조정을 해야 했다고 믿었다. 2003년, 좌절한 커트 실링은 패배 후 퀘스텍 카메라를 야구 방망이로 부수고, 심판이 기계에 맞춰 스트라이크 존을 변경해서는 안 된다고 말했다.
2009년에는 퀘스텍 시스템을 대체하는 Zone Evaluation이라는 새로운 시스템이 모든 30개 메이저 리그 구장에 구현되었다. 이 새로운 시스템은 공이 홈 플레이트에 도달하기 전에 20번 이상 공의 비행 위치를 기록한다. 메이저 리그 심판들의 퀘스텍에 대한 초기 저항은 많이 줄어들었고, 모든 구장에 새로운 Zone Evaluation 시스템이 구현된 것은 팬들에게 거의 언급되지 않았다. 이전 시스템과 마찬가지로 새로운 시스템은 심판의 정확도를 평가하고 어떤 심판이 포스트시즌 배정을 받을지 결정하는 데 사용되지만, 경기 자체는 여전히 심판의 오류에 달려 있다.
2022년, 마이너 리그 베이스볼은 몇 시즌 동안 자동 투구 판정 시스템 (ABS)를 실험적으로 테스트하고 있다. 심판은 계속해서 볼과 스트라이크를 판정하지만, ABS는 스트라이크 존을 결정하며 팀이 심판의 판정에 이의를 제기할 때 사용될 수 있다. 메이저 리그 베이스볼 커미셔너 롭 맨프레드는 2022년 10월에 ABS가 결국 메이저 리그 경기에서 사용될 것이라고 말했다. ESPN은 모든 AAA 경기가 2023년 시즌에 ABS를 사용할 것이라고 보도했다. 2023년에는 모든 경기의 절반에서 이 시스템이 사용되었고, 나머지 절반은 심판이 사용했으며, 각 경기에서 팀당 최대 세 번의 이의 제기를 위해 ABS가 사용되었다. 한편 KBO 리그에서는 2024시즌부터 ABS 시스템을 도입하였다.

## 같이 보기
- 야구 용어 목록

## 추가 자료
- Gammons, Peter (1987년 4월 6일). “What Ever Happened to the Strike Zone?”. 《Sports Illustrated》. 66권 14호. 36–40, 45–46쪽.